# Lignières-Orgères
Lignières-Orgères ist eine französische Gemeinde mit 710 Einwohnern (Stand: 1. Januar 2022) im Département Mayenne in der Region Pays de la Loire; sie gehört zum Arrondissement Mayenne und zum Kanton Villaines-la-Juhel. 

## Geographie
Lignières-Orgères ist die nördlichste Gemeinde des Départements Mayenne. Sie grenzt an das Département Orne und liegt etwa 40 Kilometer nordöstlich von Mayenne sowie etwa 24 Kilometer westnordwestlich von Alençon. Sie gehört zum Regionalen Naturpark Normandie-Maine. Das Flüsschen Tilleul, das hier noch Doucelle genannt wird, durchquert das Gemeindegebiet. Umgeben wird Lignières-Orgères von den Nachbargemeinden Joué-du-Bois im Norden, Carrouges im Nordosten, Saint-Martin-des-Landes im Osten und Nordosten, Ciral im Osten und Südosten, Pré-en-Pail-Saint-Samson mit Saint-Samson im Süden und Südosten, Saint-Calais-du-Désert im Süden, La Pallu im Südwesten, Saint-Patrice-du-Désert im Westen sowie La Motte-Fouquet im Nordwesten.

## Geschichte
1973 wurden die bis dahin eigenständigen Kommunen Lignières-la-Doucelle und Orgères-la-Roche zur heutigen Gemeinde zusammengeschlossen.

### Bevölkerungsentwicklung
| 1962                       | 1968 | 1975 | 1982 | 1990 | 1999 | 2006 | 2019 |
| -------------------------- | ---- | ---- | ---- | ---- | ---- | ---- | ---- |
| 915                        | 825  | 887  | 855  | 773  | 735  | 731  | 718  |
| Quellen: Cassini und INSEE |      |      |      |      |      |      |      |

## Sehenswürdigkeiten
- Kirche Notre-Dame-de-l'Assomption in Lignières aus dem 18./19. Jahrhundert
- Kirche Notre-Dame in Orgères-la-Roche aus dem 12. Jahrhundert, Umbauten aus dem 16./17. Jahrhundert
- Kapelle Notre-Dame
- Priorei von Saint-Ursin
- Burgruine Orgères

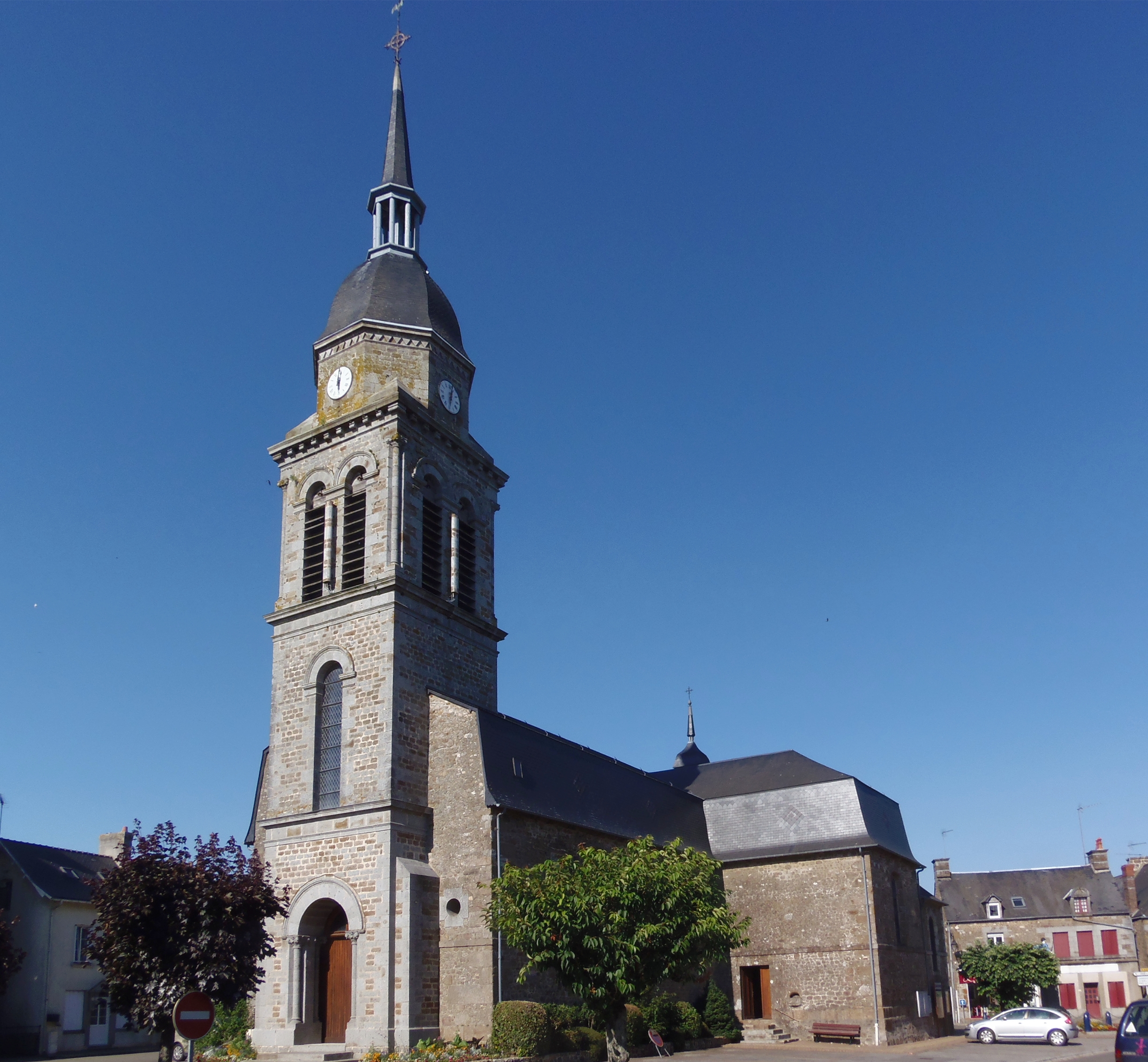
Kirche Notre-Dame-de-l'Assomption in Lignières
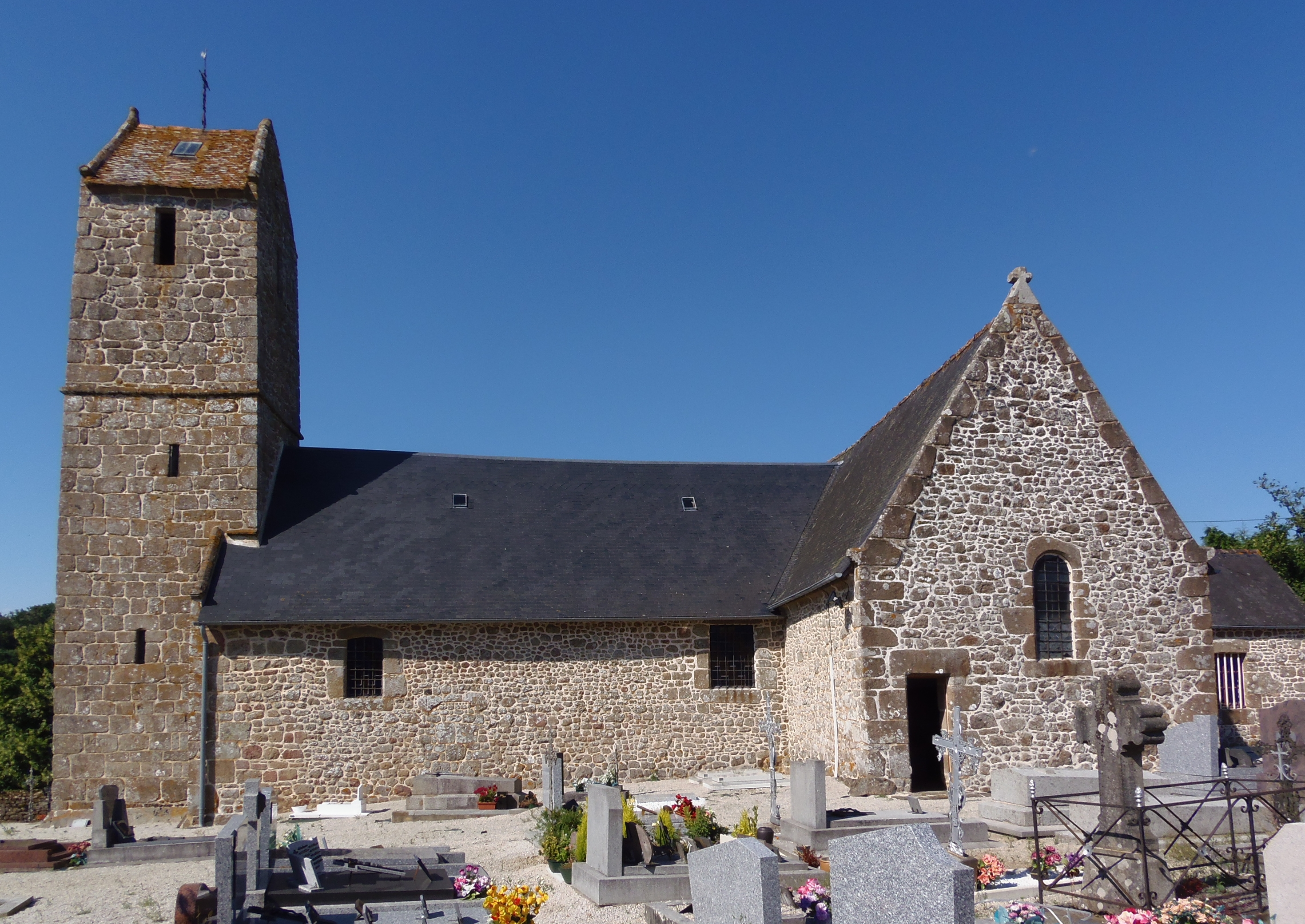
Kirche Notre-Dame in Orgères-la-Roche
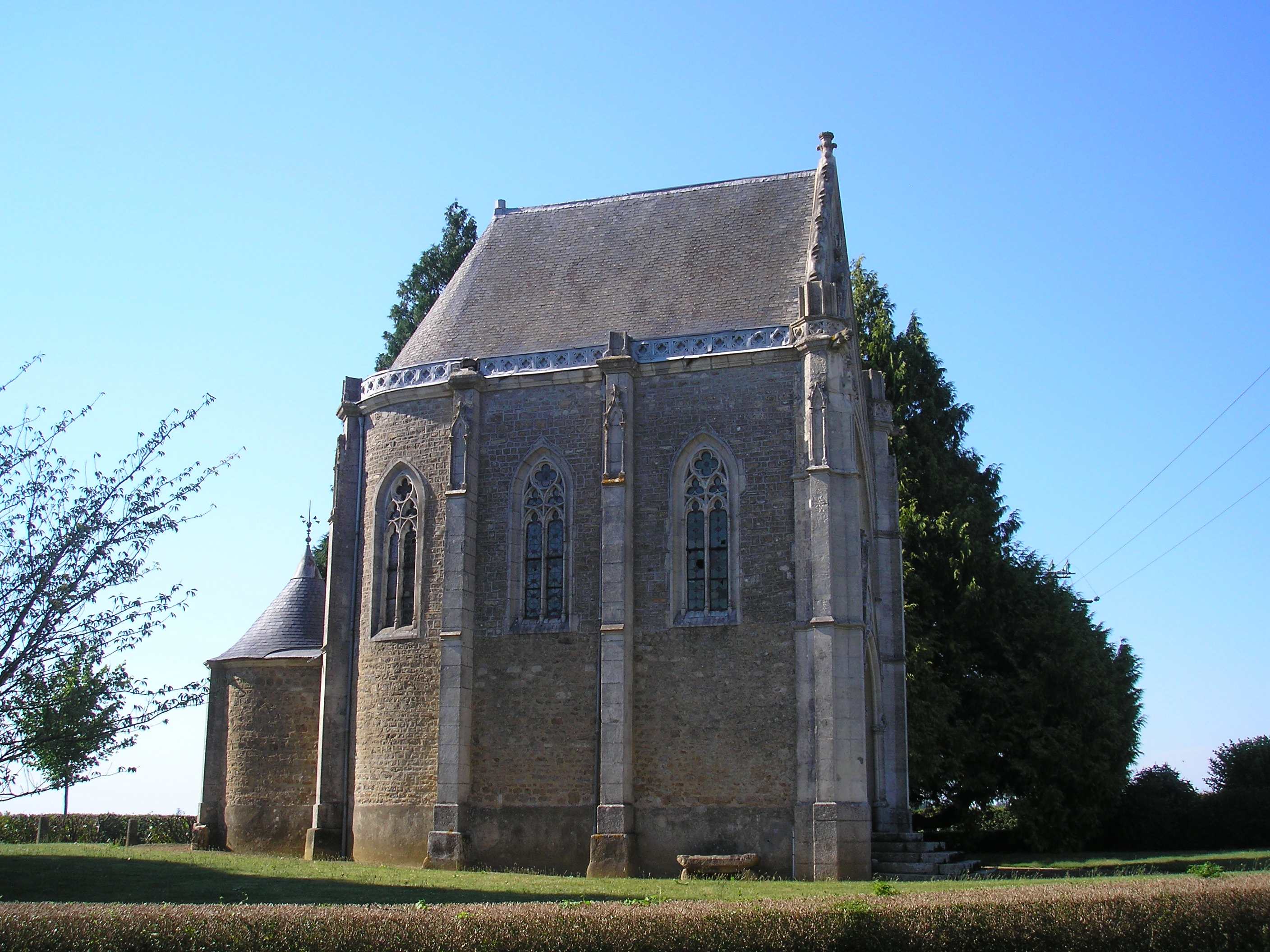
Kapelle Notre-Dame
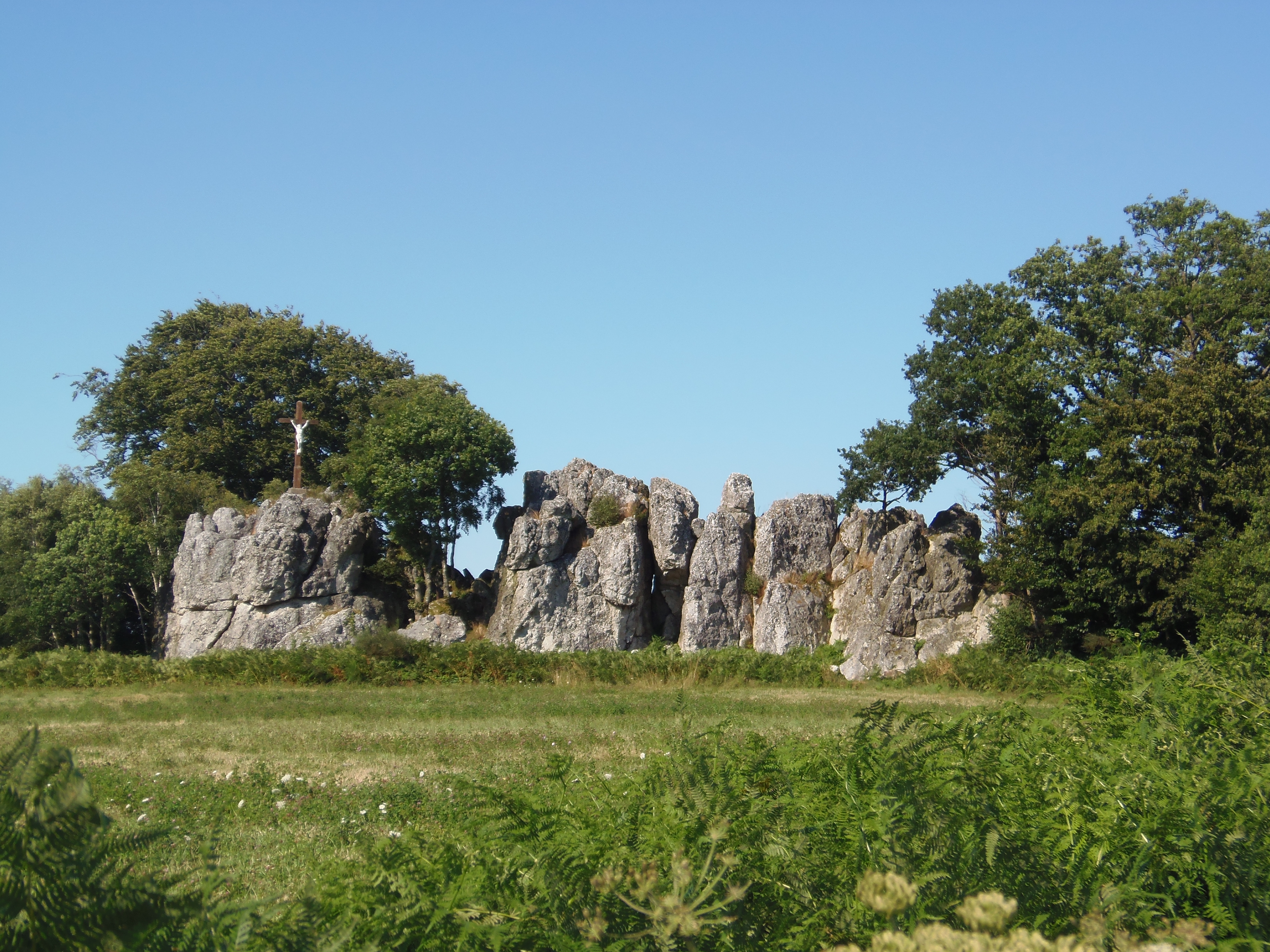
Burgruine

## Persönlichkeiten
- Charles Julien Fanneau de Lahorie (1758–1822), Navigator
- Victor-Claude-Alexandre Fanneau de Lahorie (1766–1812), General
- Jules-Ernest Houssay (1844–1912), Geistheiler, Vikar in Javron